# 置換式給油器
置換式給油器(Roscoe displacement lubricator)別名ロスコー式給油器とは蒸気機関で使用される潤滑装置である。現在では模型に使用されるが以前は実物の蒸気機関にも使用された。

## 歴史
イギリス人の技術者であるJohn Ramsbottomが1860年、最初に置換式給油器を商業的に販売した。
1862年、James Roscoe氏が調整弁をつけた置換式給油器を開発した。彼の名前に因んでロスコー式給油器とも呼ばれる。
その後、改良されて19世紀末には現在の形状になる。

## 作動原理
タンク内にスチームオイルが入っていて蒸気が送り込まれると凝結して水になる。オイルよりも比重が大きいので水が底に溜まり、オイルが溢れて蒸気機関に送られる。それによって潤滑する形式と水溶性の潤滑油が置換式給油器内の凝結水によって薄められそれがシリンダーに供給される形式がある。
可動部が無く構造が単純なので使いやすい。一方、高温、高圧の加熱蒸気を使用する場合は適さない。また、条件によっては供給量が過多、過少になる場合がある。また、トラクションエンジンや蒸気機関車、蒸気自動車等、動く種類の場合は登坂や振動等で油面が傾きオイルが流れすぎる場合があり適さない。